# Lawrence Booth
Pour les articles homonymes, voir Booth.
Lawrence (ou Laurence) Booth (v. 1420 – 19 mai 1480) est prince-évêque de Durham (1456-1476), puis archevêque d'York (1476-1480). 
Booth est aussi chancelier du Royaume d'Angleterre (1473-1474).

## Biographie
Fils illégitime et le plus jeune de John Booth († 1422) seigneur du manoir de Barton, près d'Eccles alors dans le comté de Lancashire, il est donc le demi-frère de William Booth, archevêque d'York et l'oncle de l'évêque d'Exeter, John Booth.
Après avoir fait ses études au Pemboke Hall de Cambridge, en 1442, il obtient une dispense papale pour entrer des ordres religieux, malgré sa condition d'enfant illégitime et il était ordonner prêtre en 1446. Avec l'appui de son demi-frère, Booth s'élève rapidement dans la hiérarchie de l'Église. Il lui succède comme chancelier de la reine Marguerite, le 7 mars 1451. Toujours grâce à son demi-frère, il accumule les bénéfices et les prébendes. Il devient chanoine puis, en 1457, prévôt de Beverley ; archidiacre de Richmond (1454) et doyen de la cathédrale saint-Paul de Londres (1456), en même temps étant chancelier de l'université de Cambridge de 1456 à 1458.
Ensuite au service royale, il devient lord-garde du Sceau Privé le 24 septembre 1456, fonction qu'il occupe jusqu'en 1460. Nommé prince-évêque de Durham le 22 août 1457, Booth est consacré par son demi-frère le 25 septembre suivant. Après la défaite des Lancastriens à la bataille de Towton (29 mars 1461), il se soumet au roi Édouard IV et devient son confesseur. Temporairement sans contrôle de son principauté épiscopale, qui lui est rendu en 1464, il est assigné à résidence comme maître du Pembroke à Cambridge.
Booth exerce la fonction de chancelier d'Angleterre du 27 juillet 1473 au 27 mai 1474. Il fait un rôle important dans les négociations entre les Anglais et les Écossais entraînant le 26 octobre 1474 au traîté d'Édimbourg. Il est récompensé pour ses divers services par nomination le 31 juillet 1476 à l'archevêché d'York.
Il meurt à Southwell, le 19 mai 1480, probable après une longue maladie pour quelle raison il a fait son testament en septembre 1479. Il y est inhumé auprès de son demi-frère l'archevêque William Booth dans la chapelle dédiée à saint-Jean le Baptiste, ce qu'ils avaient fondée.

## Famille Booth
Les descendants de son frère sir Robert Booth (par Dowse (ou Douce), seule fille de sir William Venables,, établis à Dunham Massey, acquièrent les titres de baronnet, attribué à sir George Booth (1566-1652) en 1611 ; baron Delamer, attribué à sir George Booth (1622-1684), 2e baronnet en 1661 ; comte de Warrington, attribué à Henry Booth (1652-1694), 2e baron Delamer en 1690 .

## Armoiries de la famille Booth
Blason : D'argent à trois hures de sanglier arrachées, le boutoir vers le chef, de sable. ((en) « Argent three Boars' heads erect Sable ».)

Devise : Quod ero spero (la).